# Электроприбор (ЦНИИ)
АО "Концерн «ЦНИИ „Электроприбор“»" — ведущий институт России в области высокоточной навигации, гироскопии и гравиметрии. Институт имеет статус Государственного научного центра Российской Федерации (ГНЦ РФ).
Директор института — Владимир Григорьевич Пешехонов.

## Направления работы
Основные направления работы института:
- морская навигационная техника;
- электронно-картографическое программное обеспечение и системы;
- инерциальные навигационные системы, гироскопические приборы, системы широкого применения для морской навигации и управления движением судов;
- системы ориентации космических аппаратов;
- антенно-фидерные и коммутационные устройства;
- автоматизированные комплексы радиосвязи;
- приборы точной электромеханики;
- разработка и изготовление средств связи для судов и подводных лодок.

ЦНИИ «Электроприбор» сотрудничает как с отечественными организациями (например, ВМФ России), так и с зарубежными фирмами США, Германии, Индии, Китая, Норвегии, Кореи, Алжира, Финляндии и Японии.

## Научная деятельность
Институт проводит следующие конференции:
- Санкт-Петербургская международная конференция по интегрированным навигационным системам (ежегодно);
- Конференция молодых учёных «Навигация и управление движением» (ежегодно);
- Российская мультиконференция по проблемам управления (раз в два года);
- Симпозиум международной ассоциации по геодезии (IAG) «Наземная, морская и аэрогравиметрия: измерения на неподвижных и подвижных основаниях» (раз в три года)[1].

## Награды
В 1963 году предприятие награждено орденом Трудового Красного Знамени, а в 1984 — орденом Октябрьской революции.
В период с 1996 по 2006 год экспонаты выставок, разработанные в институте, получили 11 золотых, 5 серебряных, 6 бронзовых медалей, а также 11 медалей «Лауреат ВВЦ» и за участие в выставках, 56 дипломов.
В 2001 году институту присуждён «Знак общественного признания 2001», в этом же году ЦНИИ «Электроприбор» награждён грамотой Правительства РФ по итогам Всероссийского конкурса «Российская организация высокой социальной эффективности».
По итогам Конкурса на «Приз Экспертов» программы «Общественное признание» в 2002 году институт награждён в номинациях «Достижения в профессиональной деятельности по итогам 2002 года» и «Качество трудовой жизни».
В ноябре 2003 году ЦНИИ «Электроприбор» присвоено звание «Лауреат Премии „Российский национальный Олимп“».

## Филиалы
Кроме главной площадки института, расположенной в Санкт-Петербурге, у предприятия есть несколько филиалов:
- филиал № 1 (Гатчина) — научно-технологический гироскопический комплекс со специализированными производствами (керамическим, бериллиевым, ферритовым вакуумно-сборочным);
- филиал № 2 (Лебяжье);
- филиал № 3 (Москва);
- мыс Черемухин (на Ладожском озере) — испытательная база.

## Санкции
22 декабря 2022 года, на фоне вторжения России на Украину, институт попал в блокирующий санкционный список США против военно-морских структур России «в ответ на неспровоцированную войну Путина в Украине». 25 февраля 2023 года институт включён в санкционный список стран Евросоюза за поддержку действий подрывающих суверенитет и независимость Украины 22 августа 2023 года институт включён в санкционный список Канады против организаций российского военно-промышленного комплекса и предприятий «которые связаны с режимом Путина». По аналогичным основаниям институт включён в санкционный список Японии, Украины и Швейцарии